# Мандрија дел Форно (Козенца)
Мандрија дел Форно је насеље у Италији у округу Козенца, региону Калабрија.
Према процени из 2011. у насељу је живело 85 становника. Насеље се налази на надморској висини од 27 м.